# Cargolet de Sinaloa
El cargolet de Sinaloa (Thryophilus sinaloa) és un ocell de la família dels troglodítids (Troglodytidae).
Habita els boscos clars, matollars i manglars pel vessant del Pacífic, des de sud-est de Sonora i sud-oest de Chihuahua cap al sud fins l'extrem occidental de l'estat d'Oaxaca.